# 2-clorooctano
El 2-clorooctano, también llamado cloruro de 2-octilo y cloruro de 1-metilheptilo, es un compuesto orgánico de fórmula molecular C8H17Cl. Es un haloalcano lineal de ocho carbonos con un átomo de cloro unido al carbono 2 de la cadena. Dicho carbono es asimétrico, por lo que existen dos enantiómeros de este compuesto.

## Propiedades físicas y químicas
A temperatura ambiente, el 2-clorooctano es un líquido que tiene su punto de ebullición a 173 °C y su punto de fusión en torno a -50 °C.
Posee una densidad inferior a la del agua, ρ = 0,871 g/cm³.
El valor del logaritmo de su coeficiente de reparto, logP = 4,33, indica que es mucho más soluble en disolventes apolares que en disolventes polares. Así, en agua es prácticamente insoluble.

## Síntesis
El 2-clorooctano se puede preparar mediante cloración de 2-octanol con cloruro sódico en una disolución de fluoruro de hidrógeno/piridina. El rendimiento llega al 75%.
La cloración también puede realizarse empleando clorodimetilsilano, bien con cloruro de indio y bencilo durante 6 horas (rendimiento del 74%), o bien con cloruro de galio y tartrato de dietilo durante 4 horas (rendimiento del 36%).
Otra posibilidad es utilizar tropona en diclorometano con cloruro de oxalilo, alcanzándose un rendimiento del 78%.
El 2-clorooctano también puede sintetizarse desde el 1-octeno. La reacción se lleva a cabo con cloruro de oxalilo sobre alúmina durante 3 horas. Para ambos reactivos se usa diclorometano como disolvente.
Otra vía de síntesis resulta de tratar alquenosulfatos con un agente clorante como un cloruro de tetraalquilamonio o cloruro de 1-butil-3-metilimidazolio; de esta forma se alcanzan rendimientos iguales o mayores del 90%. También el tratamiento de 2-bromooctano con cloruro de antimonio (V) permite obtener 2-clorooctano con muy alto rendimiento.

## Usos
Por reacción de 2-clorooctano con sulfuro de sodio o potasio se prepara el correspondiente ditioéter simétrico. Para ello se emplea un catalizador de transferencia de fase (HDTBP) a 70 °C y se consigue un rendimiento del 99%.
Asimismo, se puede sintetizar 1-octanona por reacción del 2-clorooctano con cloruro en fase líquida, en contacto con azufre y agua. Para promover la reacción se añade amoníaco y sulfuro de hidrógeno a la mezcla. La temperatura se mantiene a 300 °C durante 15 minutos, tiempo durante el cual la presión máxima es de 1720 lb/in2.
Por otra parte, el 2-clorooctano puede utilizarse en la producción de polímeros de isobutileno, que tienen aplicación como materiales para fabricar resinas de fraguado por luz, radiación ultravioleta o radiación de electrones.